# 3634 Iwan
A 3634 Iwan (ideiglenes jelöléssel 1980 FV) a Naprendszer kisbolygóövében található aszteroida. Claes-Ingvar Lagerkvist fedezte fel 1980. március 16-án.